# Bistum Salt Lake City
Das Bistum Salt Lake City (lateinisch Dioecesis Civitatis Lacus Salsi, englisch Diocese of Salt Lake City) ist eine in den Vereinigten Staaten gelegene römisch-katholische Diözese mit Sitz in Salt Lake City, Utah. 

## Geschichte
Das Bistum Salt Lake City wurde 1887 durch Papst Leo XIII. aus Gebietsabtretungen des Erzbistums San Francisco als Apostolisches Vikariat Utah errichtet. Das Apostolische Vikariat Utah wurde am 27. Januar 1891 durch Leo XIII. zum Bistum erhoben und in Bistum Salt Lake umbenannt. Es wurde dem Erzbistum San Francisco als Suffraganbistum unterstellt. Am 27. März 1931 gab das Bistum Salt Lake Teile seines Territoriums zur Gründung des Bistums Reno-Las Vegas ab. Das Bistum Salt Lake wurde am 31. März 1951 in Bistum Salt Lake City umbenannt.
Am 30. Mai 2023 errichtete Papst Franziskus die Kirchenprovinz Las Vegas und unterstellte die Bistümer Reno und Salt Lake City dem Erzbistum Las Vegas als Suffraganbistum.

## Territorium
Das Bistum Salt Lake City umfasst den Bundesstaat Utah.

## Ordinarien

### Apostolische Vikare von Utah
- Lawrence Scanlan, 1886–1891

### Bischöfe von Salt Lake
| Zeitraum  | Name/Bemerkung                                                |
| --------- | ------------------------------------------------------------- |
| 1891–1915 | Lawrence Scanlan                                              |
| 1915–1926 | Joseph Sarsfield Glass CM                                     |
| 1926–1932 | John Joseph Mitty, dann Koadjutorerzbischof von San Francisco |
| 1932–1937 | James Edward Kearney, dann Bischof von Rochester              |
| 1937–1951 | Duane Garrison Hunt                                           |

### Bischöfe von Salt Lake City
| Zeitraum  | Name/Bemerkung                                            |
| --------- | --------------------------------------------------------- |
| 1951–1960 | Duane Garrison Hunt                                       |
| 1960–1980 | Joseph Lennox Federal                                     |
| 1980–1993 | William Keith Weigand, dann Bischof von Sacramento        |
| 1994–2005 | George Hugh Niederauer, dann Erzbischof von San Francisco |
| 2007–2015 | John Charles Wester                                       |
| seit 2017 | Oscar Azarcon Solis                                       |